# Stomatellinae
Stomatellinae zijn een onderfamilie van in zee levende slakken (weekdieren).

## Verspreiding en leefgebied
Het zijn allen carnivoren die voorkomen op koraalriffen en rotsbodems (sublitoraal) in de Grote Oceaan (Indopacifische provincie).

## Taxonomie
- Geslacht Microtis H. Adams & A. Adams, 1850
- Geslacht Pseudostomatella Thiele, 1924
- Geslacht Stomatella Lamarck, 1816
- Geslacht Stomatia Helbling, 1779
- Geslacht Stomatolina Iredale, 1937